# Oplossen van vergelijkingen
Het oplossen van vergelijkingen is een begrip uit de wiskunde dat aangeeft hoe de waarde of waarden van onbekenden uit een of meer vergelijkingen worden bepaald. Iedere aparte vergelijking bestaat daarbij uit twee wiskundige uitdrukkingen die aan elkaar gelijkgesteld zijn. 
In de wiskunde gebruiken we vergelijkingen bijvoorbeeld om een kromme in het platte vlak vast te leggen. Om de nulpunten van die kromme te bepalen moet een vergelijking worden opgelost, namelijk die waar de kromme de {\displaystyle x}-as snijdt.

## Lijnen en vlakken snijden, lineaire algebra
Voor het vastleggen van een lijn in het platte vlak wordt een lineaire vergelijking gebruikt. Om het snijpunt van twee lijnen te berekenen moet de oplossing worden gezocht van twee lineaire vergelijkingen met twee onbekenden. Elk van beide lijnen wordt namelijk gerepresenteerd door een lineaire vergelijking tussen de coördinaten {\displaystyle x} en {\displaystyle y}. Het snijpunt van de beide lijnen heeft coördinaten {\displaystyle x} en {\displaystyle y} die aan beide vergelijkingen voldoen. Deze theorie valt onder de lineaire algebra.
Met uitzondering van evenwijdige lijnen, hebben twee lijnen altijd een snijpunt. Als we het snijpunt willen weten, kunnen we de grafiek tekenen, maar dat kost veel tijd en papier als het snijpunt ver weg ligt. Om het snijpunt te vinden is het handiger de twee lineaire vergelijkingen op te lossen.

### Voorbeeld
Beschouw twee lijnen die  zijn gegeven door: {\displaystyle y=3x-6} en {\displaystyle y=x-5}. Dit zijn twee vergelijkingen met twee onbekenden {\displaystyle x} en {\displaystyle y}, die nu de coördinaten van het snijpunt voorstellen:
{\displaystyle y=3x-6}
{\displaystyle y=x-5}
Er zijn verschillende methoden voor zulke vergelijkingen. Omdat hier voor {\displaystyle y} al twee uitdrukkingen staan, ligt het voor de hand om die aan elkaar gelijk te stellen en {\displaystyle y} te elimineren:
{\displaystyle 3x-6=x-5},
waaruit direct volgt:
{\displaystyle x={\tfrac {1}{2}}}.
Door deze waarde in te vullen in een van de beide vergelijkingen, vinden we:
{\displaystyle y=-4{\tfrac {1}{2}}}.
Het punt {\displaystyle ({\tfrac {1}{2}},-4{\tfrac {1}{2}})} is dus het gezochte snijpunt.

### Meer vergelijkingen en onbekenden
Er kunnen ook meer dan twee vergelijkingen worden genomen met ook meer onbekenden. Men spreekt dan van een stelsel van lineaire vergelijkingen. De Duitse wiskundige Carl Jacobi heeft een algoritme bedacht, de methode van Jacobi, om iteratief een benaderde oplossing te vinden voor een stelsel van lineaire vergelijkingen

## Algebraïsche vergelijkingen
In een algebraïsche vergelijking met één onbekende wordt een polynoom gelijk aan nul gesteld. De oplossingen ervan zijn dus de nulpunten van het polynoom. Algebraïsche vergelijkingen heten oplosbaar door middel van worteltrekken als het mogelijk is de oplossingen van deze vergelijkingen te berekenen door uitsluitend gebruik te maken van optellen, aftrekken, vermenigvuldigen, delen en worteltrekken. Voor de vergelijkingen van graad een tot vier is daar inderdaad een methode voor. Voor vergelijkingen van graad vijf of hoger bestaat er geen algemene methodes om de vergelijking met worteltrekken op te lossen. Er zijn vergelijkingen van hogere graad dan vier met een oplossing, maar dat zijn aparte gevallen. De nulpunten van een polynoom kunnen altijd met iedere mogelijke precisie numeriek worden benaderd.
Algebraïsche vergelijkingen in meer onbekenden zijn ook mogelijk, daar vallen de diofantische vergelijkingen onder. Een diofantische vergelijking een algebraïsche vergelijking in twee of meer geheeltallige onbekenden.

### Voorbeeld, balansmethode
Gegeven is de functie {\displaystyle f(x)=2x+6}. Bereken de coördinaten van het snijpunt {\displaystyle A} van de grafiek van de functie met de {\displaystyle x}-as.
1. In het punt A geldt {\displaystyle f(x)=0}; dus:
{\displaystyle 2x+6=0}
2. Van beide kanten {\displaystyle 6} aftrekken:
{\displaystyle 2x=-6}
3. Beide kanten delen door {\displaystyle 2}:    
{\displaystyle {\frac {2x}{2}}={\frac {-6}{2}}}
{\displaystyle x=-3}
4. Controle:
{\displaystyle 2(-3)+6=0}
5. Conclusie:
De grafiek van de functie {\displaystyle f} snijdt de {\displaystyle x}-as in het punt {\displaystyle A=(-3,0)}.
Deze manier van oplossen van een vergelijking wordt ook wel de balansmethode genoemd. De waarde links en rechts van het gelijkteken moet in balans blijven. Anders gezegd: er moet telkens eenzelfde type bewerking op beide leden van de vergelijking worden toegepast.

### Methode per type algebraïsche vergelijking
Dat we weten dat iedere algebraïsche vergelijking van de {\displaystyle n}-de graad {\displaystyle n} complexe wortels heeft, betekent nog niet dat de oplossing ervan kan worden bepaald.
Voor {\displaystyle n=1} ligt de oplossing voor de hand: de vergelijking {\displaystyle ax+b=0} met {\displaystyle a\neq 0} heeft de wortel {\displaystyle -b:a}.
Voor {\displaystyle n=2} wisten Arabische geleerden uit de middeleeuwen al dat de vierkantsvergelijking {\displaystyle ax^{2}+bx+c=0}, dus waarin een een kwadratische functie aan nul gelijk wordt gesteld, met {\displaystyle a\neq 0} met reële coëfficiënten geen, een of twee reële nulpunten heeft al naargelang de discriminant {\displaystyle D=b^{2}-4ac} negatief, 0 of positief is. In het algemene, complexe geval hebben de twee nulpunten de waarden
{\displaystyle x_{1,2}={{-b\pm {\sqrt {D}}} \over {2a}}}
Voor {\displaystyle n=3} en {\displaystyle n=4} bestaan sinds de renaissance gelijkaardige, zij het ingewikkelder oplossingsmethoden. Niccolò Tartaglia heeft in de 16e eeuw een oplossing voor de derdegraadsvergelijking gevonden en Girolamo Cardano heeft die oplossing in dezelfde tijd gepubliceerd..

### Derdegraadsvergelijking
Het oplossen van de derde- en vierdegraadsvergelijkingen gaat met behulp van elementaire symmetrische polynomen. Voor derdegraadsvergelijkingen leidt dit tot de formule van Cardano.

## Irrationale vergelijkingen oplossen over de reële getallen
Een irrationale vergelijking is een vergelijking waarin de onbekende onder een wortelteken voorkomt. 
Zo zijn {\displaystyle 1+{\sqrt {x^{2}-9}}=x} en {\displaystyle {\sqrt[{3}]{x^{2}-9}}=x} irrationale vergelijkingen, terwijl de vergelijking {\displaystyle {\sqrt {\pi }}+x^{2}-{\sqrt {19}}=x} dat niet is.

### Gelijkwaardige vergelijkingen en kwadrateren
Twee vergelijkingen heten gelijkwaardig als ze dezelfde oplossingenverzameling hebben. Zo zijn de vergelijkingen {\displaystyle x^{2}-4x-5=0} en {\displaystyle (x-2)^{2}=9} gelijkwaardig. Die gelijkwaardigheid wordt met het symbool {\displaystyle \Leftrightarrow } aangeduid. Dus {\displaystyle x^{2}-4x-5=0\ \Leftrightarrow \ (x-2)^{2}=9}.
Als beide leden van een vergelijking worden gekwadrateerd, ontstaat een nieuwe vergelijking die dikwijls niet gelijkwaardig is met de eerste. De vergelijkingen {\displaystyle (x-2)=3} en {\displaystyle (x-2)^{2}=9} zijn niet gelijkwaardig. Elke oplossing van de eerste is ook oplossing van de tweede, maar niet omgekeerd. Dit wordt symbolisch weergegeven door de uitdrukking {\displaystyle (x-2)=3\Rightarrow (x-2)^{2}=9}. De gekwadrateerde vergelijking heeft de oplossingen van de eerste vergelijking, maar over het algemeen heeft die vergelijking nog andere oplossingen. 
Een vergelijking wordt vaak opgelost door achtereenvolgens de vergelijking te vervangen door gelijkwaardige vergelijkingen tot de oplossing voor de hand ligt.

### Oplossen van irrationale vergelijkingen

#### Voorbeeld 1
Los op: {\displaystyle {\sqrt {3x-2}}=7-{\sqrt {x-5}}}
Om de vergelijking op te lossen moeten de wortelvormen worden weggewerkt. Als beide leden worden gekwadrateerd is er al een wortelvorm minder maar de nieuwe vergelijking kan meer oplossingen hebben dan de oorspronkelijke. Dit probleem kan worden vermeden door voorwaarden in de vorm van ongelijkheden aan de berekeningen toe te voegen, bijvoorbeeld {\displaystyle 3x-2\geq 0}. Een andere methode is de nu volgende. De voorwaarden worden weggelaten maar we onthouden dat we waarden voor {\displaystyle x} kunnen vinden die geen oplossing zijn van de gegeven vergelijking. Men noemt dit parasitaire oplossingen. Het is voldoende alle gevonden oplossingen te testen in de gegeven vergelijking om de parasitaire oplossingen van de echte oplossingen te scheiden. In dit voorbeeld krijgt men :
{\displaystyle {\sqrt {3x-2}}=7-{\sqrt {x-5}}}
{\displaystyle \Rightarrow 3x-2=(7-{\sqrt {x-5}})^{2}}
{\displaystyle \Leftrightarrow 2x-46=-14{\sqrt {x-5}}}
Nogmaals beide leden kwadrateren en dan uitwerken. Er komt 
{\displaystyle \Rightarrow x^{2}-95x+774=0}
De oplossingen van die laatste vergelijking zijn {\displaystyle x=9} en {\displaystyle x=86}. Deze oplossingen in de gegeven vergelijking worden gecontroleerd. Alleen {\displaystyle x=9} is een oplossing van de eerste vergelijking, de waarde 86 is een parasitaire oplossing en moet worden geschrapt.

#### Voorbeeld 2
Los op: {\displaystyle {\sqrt[{3}]{2x-5}}=3}
Voor reële getallen {\displaystyle a} en {\displaystyle b} is de vergelijking {\displaystyle a=b} gelijkwaardig met {\displaystyle a^{3}=b^{3}}. Dit betekent dat het probleem omtrent de parasitaire oplossingen, dat zich voordoet in het vorige voorbeeld, hier niet kan optreden. Er geldt dus:
{\displaystyle {\sqrt[{3}]{2x-5}}=3\Leftrightarrow 2x-5=27\Leftrightarrow x=16}

#### Voorbeeld 3
Los op: {\displaystyle 1+{\sqrt {x^{2}-9}}=x}
Isoleer eerst de wortelvorm:
{\displaystyle \Leftrightarrow {\sqrt {x^{2}-9}}=x-1}
{\displaystyle \Rightarrow x^{2}-9=(x-1)^{2}}
Na uitwerken en vereenvoudigen vindt men {\displaystyle x=5}. Het is niet omdat dit de enige oplossing van die laatste vergelijking is, dat dit geen parasitaire oplossing kan zijn. Dus we toetsen 5 aan de gegeven vergelijking en zien dat het een echte oplossing is

## Goniometrische vergelijkingen
Een goniometrische vergelijking is een vergelijking waarbij een onbekende deel uitmaakt van het argument van een of meer goniometrische functies.
Voorbeelden:
- {\displaystyle \cos(10x)+7=8\cos(5x)}
- {\displaystyle \sin(5x)+\sin(3x)=\cos(2x)-\cos(6x)}
- {\displaystyle 2\cos ^{3}x+2\sin ^{2}x\cos x=5\sin x\cos ^{2}x}

Uitgangspunt bij het oplossen van veel goniometrische vergelijkingen zijn de volgende vier vergelijkingen. Die zijn te begrijpen door naar een goniometrische cirkel te kijken en de twee hoekvariabelen {\displaystyle u} en {\displaystyle v} te nemen:
- {\displaystyle \cos u=\cos v\Leftrightarrow (u=v+2k\pi )\quad } of {\displaystyle \quad (u=-v+2k\pi )\quad {\text{ voor een }}k\in \mathbb {Z} }
- {\displaystyle \sin u=\sin v\Leftrightarrow (u=v+2k\pi )\quad } of {\displaystyle \quad (u=\pi -v+2k\pi ){\text{ voor een }}k\in \mathbb {Z} }
- {\displaystyle \tan u=\tan v\Leftrightarrow (u=v+k\pi )} voor een {\displaystyle k\in \mathbb {Z} }  op voorwaarde dat {\displaystyle \tan u\;{\text{en}}\;\tan v\;} bestaan.
- {\displaystyle \cot u=\cot v\Leftrightarrow (u=v+k\pi )} voor een {\displaystyle k\in \mathbb {Z} \;} op voorwaarde dat {\displaystyle \cot u\;{\text{en}}\;\cot v\;} bestaan.

### Voorbeeld 1
{\displaystyle \cos(2x)=\cos(\pi -3x)}
{\displaystyle \Leftrightarrow 2x=(\pi -3x)+2k\pi \quad } of {\displaystyle \quad 2x=-(\pi -3x)+2k\pi }
{\displaystyle \Leftrightarrow \ldots \Leftrightarrow x=\pi /5+2k\pi /5\quad } of {\displaystyle \quad x=\pi -2k\pi }
Met elke waarde van {\displaystyle k} correspondeert een oplossing van de vergelijking.

### Voorbeeld 2
{\displaystyle \sin(2x)=\cos(x-\pi /3)}
{\displaystyle \Leftrightarrow \cos(\pi /2-2x)=\cos(x-\pi /3)}
{\displaystyle \Leftrightarrow \pi /2-2x=x-\pi /3+2k\pi \quad } of {\displaystyle \quad \pi /2-2x=-x+\pi /3+2k\pi }
{\displaystyle \Leftrightarrow \ldots \Leftrightarrow x=5\pi /18+2k\pi /3\quad } of {\displaystyle \quad x=\pi /6-2k\pi }

### Voorbeeld 3
{\displaystyle \tan(2x)\cot(x+\pi /2)=1}
{\displaystyle \Leftrightarrow \tan(2x)=\tan(x+\pi /2)}
{\displaystyle \Leftrightarrow 2x=x+\pi /2+k\pi }
{\displaystyle \Leftrightarrow x=\pi /2+k\pi }
op voorwaarde dat {\displaystyle \tan(2x)} en {\displaystyle \cot(x+\pi /2)}. {\displaystyle \cot(x+\pi /2)} bestaat niet voor {\displaystyle x=\pi /2+k\pi }, dus heeft de opgegeven vergelijking geen oplossingen.

### Hulponbekende
Sommige vergelijkingen kunnen door middel van een substitutie tot een algebraïsche vergelijking worden herleid. Nadat de algebraïsche vergelijking is opgelost, kan men gemakkelijker de oplossingen van de goniometrische vergelijking vinden.
Voorbeeld:
{\displaystyle 2\sin ^{2}(2x)+\sin(2x)-1=0}.
Stel {\displaystyle t=\sin(2x)}
{\displaystyle \Leftrightarrow 2t^{2}+t-1=0\Leftrightarrow t=0{,}5{\text{ of }}t=-1}
{\displaystyle \Leftrightarrow \sin(2x)=0{,}5{\text{ of }}\sin(2x)=-1}
en dit kan gemakkelijk tot de basisvorm {\displaystyle \sin u=\sin v} worden gebracht.
Soms kan een vergelijking eerst aangepast worden, zodat ze pas na een paar stappen tot een algebraïsche vergelijking te herleiden is.
Voorbeeld:
{\displaystyle \cos 10x+7=8\cos 5x\Leftrightarrow \cos 10x-8\cos 5x+7=0}
{\displaystyle \Leftrightarrow 1+\cos 10x-8\cos 5x+6=0\Leftrightarrow 2\cos ^{2}5x-8\cos 5x+6=0}
Stel nu {\displaystyle \cos 5x=t} .

### Ontbinden in factoren
Als men erin slaagt een op nul herleide vergelijking te ontbinden in factoren, valt de vergelijking uiteen in eenvoudiger vergelijkingen.
Voorbeeld:
{\displaystyle 3\sin(2x)-2\sin x=0\Leftrightarrow 6\sin x\cos x-2\sin x=0\Leftrightarrow 2\sin x(3\cos x-1)=0\Leftrightarrow \ldots }.

### Homogene vergelijkingen
We beschouwen de homogene vergelijkingen in {\displaystyle \sin(u)} en {\displaystyle \cos(u)}.
- Breng alle termen naar het linker lid en ontbind dit lid, indien mogelijk, in factoren. De vergelijking valt dan uiteen in een of meer homogene vergelijkingen, die afzonderlijk moeten worden opgelost.
- Deel de vergelijking door een gepaste macht van {\displaystyle \cos(u)}, zodat nog alleen {\displaystyle \tan(u)} voorkomt. De vergelijking die zo ontstaat kan verder met behulp van een hulponbekende {\displaystyle t} worden opgelost.

Voorbeeld : 
{\displaystyle 2\cos ^{3}x+2\sin ^{2}x\cos x=5\sin x\cos ^{2}x}
{\displaystyle \Leftrightarrow \cos x(2\cos ^{2}x+2\sin ^{2}x-5\sin x\cos x)=0}
De eerste factor  geeft {\displaystyle \cos x=0\Leftrightarrow x=\pi /2+k\pi }. In het tweede deel delen we door {\displaystyle \cos ^{2}x}. We krijgen:
{\displaystyle 2\tan ^{2}x-5\tan x+2=0}
Deze laatste vergelijking kan verder met de hulponbekende {\displaystyle t=\tan x} worden opgelost

### Vergelijkingen van de vorm a·sin(u) + b·cos(u) = c
Gebruik de t-formules.
Voorbeeld : {\displaystyle 3\sin(2x)+4\cos(2x)=2}
Stel {\displaystyle \tan(x)=t}.  
Er komt dan een algebraïsche vergelijking in t die verder kan opgelost worden.

### Andere vergelijkingen
Er bestaan in de discrete wiskunde een eigen soort vergelijkingen, dat zijn de differentievergelijkingen.
Sommige vergelijkingen kunnen opgelost worden door verschillende besproken methodes op een gepaste manier te combineren. Bovendien moeten dikwijls omvormingen toegepast worden gebruik makend van gepaste goniometrische formules. Het is begrijpelijk dat ervaring en inzicht hierbij een grote rol spelen.